# Dexia parvicornis
Dexia parvicornis är en tvåvingeart som först beskrevs av Wulp 1883.  Dexia parvicornis ingår i släktet Dexia och familjen parasitflugor. Inga underarter finns listade i Catalogue of Life.